# Gerardus Petrus Booms
Gerardus Petrus Booms (Maastricht 29 oktober 1822 – 's-Gravenhage 23 februari 1897) was een Nederlandse luitenant-generaal, minister van Oorlog en publicist.

## Levensloop

### Vroege loopbaan

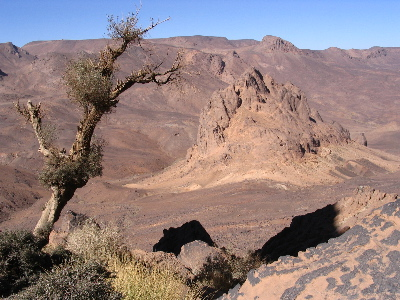
Booms nam in 1851 deel aan een Franse expeditie naar Algiers

Booms vader en diens broers dienden onder Napoleon; de vader behoorde in de jaren 1813 en 1814 tot de Franse bezetting van Naarden, van waar hij, trouw aan zijn vaandel, naar Frankrijk trok tot het ogenblik was aangebroken waarop hij, zonder smet voor zijn naam en trouwbreuk, naar het vaderland kon terugkeren. Booms was oorspronkelijk niet bestemd voor de krijgsdienst maar kreeg na het verlaten van de lagere school een klassieke opleiding. Omdat de stad Maastricht in die tijd in verband met de Belgische verwikkelingen nogal onrustig was werd hij door zijn ouders naar een Franse (zijn moeder was Frans) kostschool gestuurd. In 1838 werd hij geplaatst als cadet op de Koninklijke Militaire Academie; niet minder dan 74 aspiranten hadden gedongen naar 18 plaatsen, waarvan Booms er een verkreeg na een toelatingsexamen. De Militaire Academie bestond toen pas twee jaar en was geplaatst onder het bestuur van H.G. Seelig als gouverneur en I.P. Delprat als commandant. Booms schreef over het leven aan de Academie later: wel werd het reglement der krijgstucht onderwezen, maar alleen naar de letter, de geest daarvan bleef de cadetten vreemd. De roeping voor de militaire stand, het gehele veld van de militaire zedenleer liet men braak liggen. In deze tijd las Booms veel in Walter Scott. Hij verliet de Academie in 1842 in de rang van tweede luitenant en werd geplaatst bij het zevende regiment infanterie met Maastricht als garnizoen.
Booms verrichtte vervolgens vier jaar troependienst en trok al snel de aandacht door zijn capaciteiten. In de zomer van 1846 werd hij geplaatst als leraar in de Franse taal- en letterkunde aan de Militaire Academie; hier leerde hij Van Heusden, Knoop en Seelig beter kennen. Hij werd door hen beïnvloed en werd hierdoor aanhanger van de leer dat slechts een gezonde staatkunde de bodem kon vormen waarin het krijgswezen wortel kon schieten en tot bloei kon komen. Hij trad in deze tijd onder meer op tot verzekering van de rechtstoestand van de officier; deze strijd bracht hem in aanraking met de oud-soldaat T.J. Stieltjes en met Thorbecke. Later was de vrucht daarvan de wet van 1851 tot regeling van de bevordering, het ontslag en het op pensioen stellen van officieren. Booms was er inmiddels van overtuigd geraakt dat de ware krijgsschool voor de officier de krijg was: Boeken- en terreinstudie -en vredesoefeningen, hoe leerzaam ook, zijn geen voldoende voorbereiding ten oorlog en ik wilde graag oorlogservaring opdoen schreef hij. Aanvankelijk wilde Booms naar Indië vertrekken maar omdat die zaak toen niet zo eenvoudig lag vertrok hij naar Frankrijk.

### Verrichtingen in Algiers

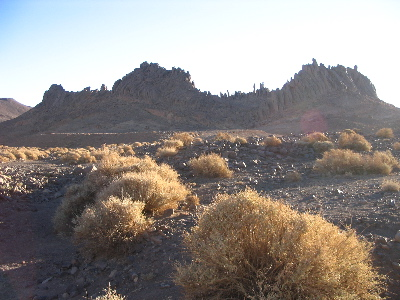
Booms nam in 1851 deel aan een Franse expeditie naar Algiers

Generaal Seelig juichte het voornemen van Booms toe en verkreeg voor hem een jaar verlof naar Frankrijk met behoud van traktement. Booms kreeg van Seelig een uitgave van Montaignes Essais met een eigenhandig geschreven bijschrift mee. Toen hij te Parijs aankwam was Louis Philippe net gevallen en met hem de bourgeoisie; overal in Frankrijk gistte het. Booms kreeg al snel toegang tot de kazernes en de forten, tot de militaire school te Saint-Cyr, enige regimentsscholen, de najaarsoefeningen en de bibliotheek van het Ministerie van Oorlog. Hij schreef in deze tijd enige artikelen voor de Spectateur Militaire, onder meer een beschrijving van de organisatie van het Franse leger. In het voorjaar van 1854 was er een expeditie naar Klein-Kabylië in aantocht. Dit hoogland was een bron van onrust voor de Fransen en ook was, naar aanleiding van de gebeurtenissen van 1848-1850 gebleken, dat Algiers nog lang niet onderworpen was, nadat Abd-el-kader de wapens had neergelegd. Deze expeditie naar Klein-Kabylië was een van de moeilijkste en gewelddadigste van alle expedities die ooit in Algiers hadden plaatsgevonden. Door bemiddeling van de Nederlandse gezant generaal baron Fagel, die veel belangstelling in Booms stelde, ontving deze toestemming deel te nemen aan de expeditie. Die expeditie had een beslissende invloed op hem. Op weg naar Algiers kwam hij in aanraking met (toen luitenant-kolonel) Espinaise en leerde hij onder meer de generaals Saint-Arnaud en Pélissier, rijk aan oorlogservaring, kennen.
Booms schreef later: de oorlog is de ware toetssteen voor de bruikbaarheid van het leger, hij is ook de ware toetssteen voor het individu, vooral voor de officier het examen, waarbij niet enkel van kennis maar tevens van karakter, van morele eigenschappen, de hoofdzaak, blijkt. Onder de spanning van het ogenblik komen de goede en slechte eigenschappen scherp uit. Men moet zich daar blootgeven zoals men is en men leert er anderen en...zichzelf kennen. Jaren later sprak maarschalk Bosquet over Booms: de ce brave officier, qui nous a fait tant de bons services. Bij zijn terugkeer naar Frankrijk werd hij eervol vermeld. Booms kreeg te Algiers van zijn bataljonscommandant opdracht om twee afdelingen die zich op de flank van het bataljon bevonden, maar te ver daarvan waren verwijderd, in kennis te stellen van een wijziging in de marsrichting. Hij begaf zich te paard daarheen maar bemerkte al snel dat de meest verwijderde afdeling in een hevig gevecht verwikkeld was. Daarop gaf hij de afdeling die hij het eerst ontmoette niet het bevel om terug maar om voorwaarts te gaan. Hij liet de stormmars blazen en de vijand deinsde hiervoor terug; zo gelukte het hem de andere afdeling te ontzetten. Nog voor Booms terugkeerde naar Parijs werd hij benoemd tot Ridder in het Legioen van Eer. Minister van Oorlog, generaal Randon, hechtte hem persoonlijk het ridderkruis op de borst.

## Loopbaan terug in Nederland
Terug in Nederland keerde Booms niet naar de Militaire Academie terug maar werd ingedeeld bij het zevende regiment infanterie. Hij las in zijn vrije tijd veel over de krijgsgeschiedenis en schrijvers als Ambert en schreef onder meer terwijl het zwaard in de schede rust moet de officier iedere aangelegenheid aangrijpen om zich ook op ander gebied dan militair te onderscheiden en zijn land met woord en pen ten dienste staan. Hij werd bij keuze in 1856 bevorderd tot kapitein bij het zesde regiment infanterie. Aanvankelijk belast met het bevel over een compagnie bij het zesde regiment kwam hij daardoor onder bevel van een oude leermeester, kolonel van Mulken, die al snel werd opgevolgd door Knoop. Booms werd toen zijn adjudant. In 1863 werd hij bevorderd tot majoor bij het vierde regiment en werd verbonden aan generaal Duycker, als hoofdofficier toegevoegd aan de inspecteur der infanterie. In 1866 nam Booms zitting in een staatscommissie tot hervorming van het militair onderwijs en in 1867 werd hij benoemd tot luitenant-kolonel bij het vierde regiment. Toen de regimentscommandant overleed werd Booms op ouderjaarsdag 1867 belast met het bevel over het korps, pas in 1869 werd hij definitief benoemd tot commandant, gelijktijdig met zijn bevordering tot kolonel.

### Minister van Oorlog
Nadat in 1868 het Kabinet-Van Zuylen van Nijevelt was afgetreden werd Thorbecke door de Koning geraadpleegd bij het vormen van een nieuw kabinet. Met medewerking van Thorbecke kwam toen het ministerie Kabinet-Van Bosse-Fock tot stand, waarin ten slotte generaal Van Mulken als minister van Oorlog optrad. Booms had als voorwaarden gesteld: afschaffing der plaatsvervanging en verhoging van het militie-contingent met 3.000 man; omdat aan deze voorwaarden niet voldaan werd bleef Booms in Leiden, waar hij het jaar daarop bevorderd werd tot chef van de generale staf. In deze tijd trad de betekenis van levende strijdkrachten meer op de voorgrond. Booms aanvaardde zijn betrekking in april 1870, waar niets op orde was (geen stafbureau noch een stafarchief) en er zelfs geen stafkaarten beschikbaar waren. Op dat moment brak tevens de Frans-Duitse Oorlog uit en was er niets voorbereid tot handhaving van de neutraliteit. De lichting van 1865 was net gepasporteerd en het blijvende gedeelte der lichting van 1869 met groot verlof vertrokken. De lichting van 1870 was net twee maanden onder de wapens. Na deze spannende tijd verzocht de Minister van Oorlog Van Mulken af te treden en werd Booms herhaaldelijk aangezocht om hem te vervangen. Deze bedankte echter nadrukkelijk maar gaf aan Fock wel de beginselen aan die zijns inziens bij de wettelijke organisatie van de levende en dode strijdkrachten op de voorgrond dienden te staan: een geconcentreerd defensiestelsel, afschaffing der plaatsvervanging, uitbreiding der militie, inkrimping der schutterij, voorziening in de staat van voorbereiding ten oorlog en lening tot voltooiing van het vestingstelsel.
Op 1 januari 1871 kwam Booms voor de eerste maal persoonlijk in aanraking met Thorbecke, die de formatie van een kabinet (Kabinet-Thorbecke III) op zich had genomen. Thorbecke verenigde zich direct met de beide hoofdvoorwaarden van Booms, namelijk afschaffing der plaatsvervanging en uitbreiding der militie. Toen Booms wees op zijn wankele gezondheid sprak Thorbecke van de zedelijke verplichting en stelde een verlof in het vooruitzicht. Toen Booms zich op 3 januari andermaal naar Thorbecke begaf om die te verzoeken hem van zijn toezegging te ontslaan antwoordde deze: Het is al te laat, de benoeming is reeds naar de Staatscourant. Toen Booms zich van het Paleis van Justitie naar het Departement van Oorlog begaf was hij zo ziek dat generaal Van Mulken hem uit eigen beweging voorstelde de overgave van dienst uit te stellen tot de volgende dag. Door allerlei verwikkelingen drong het tot Booms door dat het Thorbecke geen ernst was met defensie en daarop deelde hij deze zijn voornemen tot aftreden mede onder de woorden dat hij van deze arbeid geen uitkomst verwachtte en voor zijn gestel rust onmisbaar was. Thorbecke overwoog Booms een verlof van zes maanden te geven, waarbij hij zei: een minister is meer waard, maar Booms bleef bij zijn besluit. Op de 26ste januari verkreeg hij dan ook eervol ontslag met ingang van 28 januari en werd hij, onder toekenning van een verlof van zes maanden, hersteld in zijn betrekking van chef van de generale staf. Bij de opening der zitting in september 1871 bleek reeds dat de troonrede bij lange na niet meer zo krijgshaftig was als Thorbeckes inleiding in februari. De militaire kwestie werd met stille trom aangekondigd en Thorbecke's geweer was van het wapenrek naar de wapenkamer verhuisd.

### Latere loopbaan
Als chef van de generale staf wachtte Booms nog een zwaar werk, namelijk de organisatie van de stafdienst, van de mobilisatie, van de legerorganisatie en tot voorbereiding van de vestingwet. Voordat deze echter was aangenomen verliet Booms in 1873 de militaire dienst, hoofdzakelijk om redenen van gezondheid, onder dankbetuiging voor de vele en belangrijke diensten aan het land en het leger bewezen. Nog eenmaal werd hem de portefeuille van Oorlog aangeboden en wel door minister Heemskerk. Deze was echter, vooral wegens grondwettelijke redenen, gekant tegen afschaffing van plaatsvervanging. Daarom nam toen kolonel Enderlein de plaats in van minister Weitzel. Na zijn pensionering wierp Booms zich op als verdediger van het Indische leger en van het Indische officierenkorps. Hij publiceerde onder meer in De Gids, de Vragen des Tijds, de Nederlandse Spectator en de Indische Gids. Hij nam echter niet alleen voor het Indische leger de handschoen op; toen de Belgische generaal Eenens in zijn werk Les conspirations militaires de 1831's niet alleen de houding van het Nederlandse leger in 1831 aanviel maar ook de goede trouw van de Prins van Oranje in verdenking bracht greep Booms naar de pen en schreef zijn brochure Le 12 Aout de la campagne de dix jours.
Tussen 1880 en 1887 nam Booms een werkzaam aandeel in de voorbereiding tot hervorming van het militair onderwijs. Hij schreef hiertoe onder meer: Adres aan de Koning tot regeling van het militair onderwijs bij de wet en Proeve van een ontwerp van wet tot regeling van het militair onderwijs. In 1887 schreef hij Het eerste boek van Neerlands Krijgsgeschiedenis. In 1897 probeerde hij nog zijn landgenoten voor te lichten toen de herziening der kieswet was afgelopen en het vraagstuk der regeling van de levende strijdkrachten eindelijk aan de orde zou komen, maar overleed voor hij zijn voornemen kon uitvoeren op 23 februari. Booms was commandeur in het Legioen van Eer, ridder in de Orde van de Nederlandse Leeuw en grootofficier in de orde van de Eikenkroon. Booms is nauw betrokken geweest bij de oprichting van de Koninklijke Vereniging ter Beoefening van de Krijgswetenschap, waarvan hij erelid was.

## Selectie uit Booms' artikelen
- 1850. Een Frans werk over de Balische oorlogen van 1846-'49 (Breda)
- Vertalingen in het Frans van een paar krijgskundige geschriften van generaal Knoop
- 1851, 1852. Artikelen in de Spectateur militaire, in De Nieuwe Spectator, De Gids, De Indische Gids, enz.
- 1852. Veldtocht van het Fransch-Afrikaansche leger tegen Klein-Kabylië in de eerste helft van 1851 ('s-Hertogenbosch)
- 1852 Militaire statistiek en organisatie van Frankrijk (Nijm.)
- 1867. Oostenr. en Zuid-Duitschland in den oorlog van 1866 tegen Pruisen (Krijgsk. schets, Schiedam)
- 1875. Een weerlegging in het Frans van het werk van de Belgische generaal Eenens over de Belgische Opstand (Den Haag)
- 1878. Kissingen, eene episode uit den oorlog van 1866 in Duitschland (Schiedam, 1870)
- 1878. Een maarschalk van het tweede Keizerrijk en eene Fransche kolonie, studiën over Algerije ('s-Gravenh.)
- 1881. De eerste Atjehsche expeditie en hare enquête, historische kritiek (Amst.)
- 1881. Een slotwoord over de eerste Atjehsche expeditie (Amst.)
- 1884. In memoriam. Een niet uitgesproken rede bij het graf van generaal Duycker. Militaire Spectator. Bladzijde 450-455.
- 1887. Het eerste boek van Neerlands krijgsgeschiedenis, de Batavieren, Caninefaten en Friezen onder en tegen Rome ('s-Gravenh.).

- Biografisch Portaal: 60096811
- Digitale Bibliotheek voor de Nederlandse Letteren: boom011
- Gemeinsame Normdatei: 102582440
- International Standard Name Identifier: 0000 0001 0737 4679
- Library of Congress Control Number: nr95017628
- Nederlandse Thesaurus van Auteursnamen: 072235896
- Parlement.com: vg09lliwlezc
- Virtual International Authority File: 39267041